# Provincia di Hernando Siles
La provincia di Hernando Siles è una delle 10 province del dipartimento di Chuquisaca nella Bolivia meridionale. Il capoluogo è la città di Monteagudo.
Al censimento del 2001 possedeva una popolazione di 36.511 abitanti.

## Geografia antropica

### Suddivisioni amministrative
La provincia è suddivisa in due comuni:
- Huacareta
- Monteagudo